# اجیک اوگباجا
اجیک اوگباجا (انگلیسی: Ejike Ugboaja؛ زادهٔ ۲۸ مهٔ ۱۹۸۵) یک بازیکن بسکتبال اهل نیجریه است.
از باشگاه‌هایی که در آن بازی کرده‌است می‌توان به باشگاه بسکتبال دانشگاه آزاد تهران، باشگاه بسکتبال جهش ترابر قم، و باشگاه بسکتبال پتروشیمی بندر امام خمینی اشاره کرد.